# Partinello
Partinello är en kommun i departementet Corse-du-Sud på ön Korsika i Frankrike. Kommunen ligger  i kantonen Les Deux-Sevi som tillhör arrondissementet Ajaccio. År 2022 hade Partinello 96 invånare.

## Befolkningsutveckling
Antalet invånare i kommunen Partinello
Referens:INSEE